# سیارک ۳۲۴۶
سیارک ۳۲۴۶ (به انگلیسی: 3246 Bidstrup، نامگذاری:1976GQ3) سه هزار و دویست و چهل و ششمین سیارک کشف شده‌است که در ۱ آوریل ۱۹۷۶ کشف شد.
قدر مطلق سیارک برابر ۱۱٫۳۰ است.